# Cubanichthys cubensis
Cubanichthys cubensis är en fiskart som först beskrevs av Eigenmann, 1903.  Cubanichthys cubensis ingår i släktet Cubanichthys och familjen Cyprinodontidae. Inga underarter finns listade i Catalogue of Life.